# Ангеліка Нойнер
Ангеліка Нойнер  (нім. Angelika Neuner, 23 грудня 1969) — австрійська саночниця , олімпійська медалістка.

## Виступи на Олімпіадах
| Олімпіада           | Дисципліна       | Місце |
| ------------------- | ---------------- | ----- |
| Альбервіль 1992     | одиночний розряд | 2     |
| Ліллехаммер 1994    | одиночний розряд | 4     |
| Нагано 1998         | одиночний розряд | 3     |
| Солт-Лейк-Сіті 2002 | одиночний розряд | 4     |

## Зовнішні посилання
- Досьє на sport.references.com [Архівовано 28 січня 2010 у Wayback Machine.]

1. ↑  (unspecified title) — Міжнародна федерація санного спорту.